# Leptothorax gredleri
Leptothorax gredleri es una especie de hormiga del género Leptothorax, tribu Crematogastrini, familia Formicidae. Fue descrita científicamente por Mayr en 1855.
Se distribuye por Austria, Bélgica, Croacia, República Checa, Francia, Alemania, Grecia, Hungría, Italia, Montenegro, Noruega, Polonia, Rusia, Eslovenia, España, Suecia y Suiza. Se ha encontrado a elevaciones de hasta 1000 metros. Habita en el forraje y en pantanos.